# Forcipomyia mesasiatica
Forcipomyia mesasiatica är en tvåvingeart som beskrevs av Remm 1980. Forcipomyia mesasiatica ingår i släktet Forcipomyia och familjen svidknott.
Artens utbredningsområde är Tadzjikistan. Inga underarter finns listade i Catalogue of Life.